# Euscarthmus meloryphus
El tiranuelo copetón (Euscarthmus meloryphus) es una especie de ave paseriforme de la familia Tyrannidae, una de las tres pertenecientes al género Euscarthmus. Es nativa del norte y centro de América del Sur.

## Nombres comunes
Se le denomina también barullero de copete castaño, barullero (en Argentina, Paraguay y Uruguay), mosqueta de copete (en Uruguay), tiranuelo pico de tuna (en Colombia), tirano enano frentileonado (en Ecuador), tirano-pigmeo de corona leonada (en Perú) o atrapamoscas copete castaño (en Venezuela).

## Distribución y hábitat
Su área de nidificación ocurre en dos grandes áreas; en el noreste de Colombia y norte de Venezuela; y gran parte de Brasil, este de Bolivia, extremo sureste de Perú, Paraguay, Uruguay, y las provincias del noroeste, noreste, y centro de la Argentina, llegando por el sur hasta la ribera austral del Río de la Plata. En otoño, la población austral podría emigrar hacia el norte.
Esta especie es considerada bastante común y ampliamente difundida en una variedad de hábitats naturales: en sectores con densa vegetación arbustiva o de masas bajas de enredaderas, en selvas abiertas en galería, bosques húmedos o semiáridos, selvas degradadas o secundarias, y sabanas arboladas. Hasta los 1500 m de altitud.

## Sistemática

### Descripción original
La especie E. meloryphus fue descrita por primera vez por el naturalista alemán Maximilian zu Wied-Neuwied en 1831 bajo el mismo nombre científico; La localidad tipo dada es: «Vale Fundo, al sur de Bahía, Brasil».

### Etimología
El nombre genérico masculino «Euscarthmus» se compone de las palabras del griego «eu» que significa ‘bueno’ y «skarthmos» que significa ‘a saltos’; y el nombre de la especie «meloryphus», se compone de las palabras del griego «mēlo» que significa ‘rojizo’ o «mēlon» que significa ‘manzana’, y «koruphē » que significa ‘corona de la cabeza’.

### Taxonomía
La subespecie Euscarthmus meloryphus fulviceps, del árido suroeste de Ecuador y oeste de Perú, ya era considerada como especie separada de la presente por Aves del Mundo (HBW) y Birdlife International (BLI): el tiranuelo caripardo (Euscarthmus fulviceps), con base en diferencias morfológicas, de plumaje y dimensionales, y de vocalización. Basándose en los amplios estudios morfológicos y principalmente de vocalización de Frantz et al. (2020), el Comité de Clasificación de Sudamérica (SACC) en la Propuesta N° 898, aprobó la separación de la especie.

### Subespecies
Según las clasificaciones del Congreso Ornitológico Internacional (IOC) y   Clements Checklist/eBird, se reconocen dos subespecies, con su correspondiente distribución geográfica:
- Euscarthmus meloryphus paulus (Bangs, 1899) – noreste y centro de Colombia (Magdalena y Guajira hasta Norte de Santander y al sur en el valle del Magdalena hasta Huila) y en el norte de Venezuela (al este hasta Sucre, al sur hasta el noreste de Bolívar).
- Euscarthmus meloryphus meloryphus Wied-Neuwied, 1831 – este de Brasil (Maranhão y Ceará hacia e sur hasta Mato Grosso y Rio Grande do Sul), norte y este de Bolivia (al sur desde Pando), este de Paraguay, noroeste y noreste de Argentina al sur hasta Tucumán y, en el este, hasta Córdoba y  norte de Buenos Aires) y Uruguay; migrante raro hasta el extremo sureste de Perú (este de Puno).